# Palacio Karlberg
- Datos: Q132765498

El palacio Karlberg (en sueco: Karlbergs slott) está localizado en el municipio de Solna al pie del Canal Karlberg que limita por el lado sur con el municipio de Estocolmo, Suecia. 
El palacio lleva su nombre en honor al Almirante del Reino Carl Carlsson Gyllenheim, hermanastro de rey Gustavo II Adolo. Fue Gyllenhiem quien mandó construir el palacio hacia la década de 1630. En 1669, Karlberg fue comprado por el Canciller del Reino, Maguns Gabriel de la Gardie, quien comenzó una importante reconstrucción y ampliación bajo la dirección del arquitecto Jean de la Vallée. 